# Calamar
Calamar – miasto w departamencie Guaviare, w Kolumbii. Calamar zamieszkuje ok. 10.160 mieszkańców. Gospodarka miasta opiera się głównie na rolnictwie.